# Walter Norman Haworth

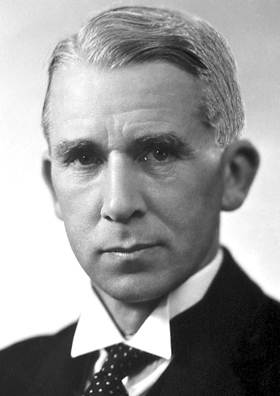
Walter Norman Haworth, 1937

Sir Walter Norman Haworth, genannt Norman Haworth, (* 19. März 1883 in White Coppice; † 19. März 1950 in Barnt Green bei Birmingham) war ein britischer Chemiker und Nobelpreisträger, der für seine Forschungen über Zucker-Chemie und -Struktur und das Vitamin C bekannt wurde.

## Leben
Nachdem er zunächst eine Zeit lang in der Linoleum-Fabrik seines Vaters gearbeitet hatte, kam es zum Bruch mit seinem Elternhaus, und er studierte ab 1903 Chemie an der University of Manchester, wo er Schüler von William Henry Perkin junior war. 1906 machte er seinen Abschluss und hing noch ein Auslandsstudium an der Universität Göttingen an, an der er 1910 bei Otto Wallach mit der Arbeit Abwandlungsprodukte der Nitrosochloride semicyklischer Kohlenwasserstoffe promoviert wurde. 1911 erhielt er den D.Sc. an der Universität Manchester. Er wurde Oberassistent am Imperial College London, 1912 Dozent für Chemie an der University of St. Andrews und 1920 Professor für Organische Chemie am Armstrong College der University of Durham in Newcastle. 1925 bis zur Emeritierung 1948 war er Professor an der University of Birmingham.
Haworth befasste sich vor allem mit der Chemie von Kohlenhydraten (Zuckern). 1915 fand er die Haworthsche Zucker-Methylierung, die ein Standardverfahren zur Strukturaufklärung von Kohlenhydraten wurde, mit der die Ringstruktur von Zuckern bewiesen werden konnte, auch in höheren Polysacchariden wie Stärke. Er klärte auch 1927 die Struktur der Cellulose. 1934 gelang es ihm zusammen mit seinem Assistenten Edmund Hirst und Maurice Stacey, erstmals ein Vitamin, nämlich das Vitamin C, zu synthetisieren (gleichzeitig und unabhängig von Tadeusz Reichstein). Zuvor klärte er dessen Struktur und benannte es Ascorbinsäure. Im Zweiten Weltkrieg war er in führender Position am britischen Atomenergie- bzw. Atombombenprojekt beteiligt.
Im Dezember 1945 wurde er Mitglied der Académie royale des Sciences, des Lettres et des Beaux-Arts de Belgique.
Der Name Furanose für 5-Ringzucker und Pyranose für 6-Ringzucker stammt von ihm.
Zu seinen Schülern gehört Stanley Peat.

## Ehrungen
Im Jahr 1932 wurde er zum Mitglied der Leopoldina gewählt. Haworth erhielt 1937 den Nobelpreis für Chemie „für seine Forschungen über Kohlenhydrate und Vitamin C“. Er teilte sich diese Auszeichnung mit dem Schweizer Chemiker Paul Karrer, der ebenfalls über Vitamine gearbeitet hatte.
Haworth wurde 1928 als Mitglied („Fellow“) in die Royal Society gewählt, die ihn 1934 mit der Davy-Medaille und 1942 mit der Royal Medal auszeichnete. 1948, zwei Jahre vor seinem Tod, wurde Haworth für seine Verdienste zum Knight Bachelor („Sir“) geschlagen.
Die Haworth-Projektion, eine Ringformel für die Darstellung von zyklischen Kohlenhydraten, wurde nach ihm benannt.
2008 wurde der Mondkrater Haworth nach ihm benannt.